# 中共太原支部旧址
37°51′43″N 112°33′51″E / 37.86206°N 112.56419°E
中共太原支部旧址又名山西省立第一中学旧址，位于中国山西省太原市迎泽区文瀛湖南岸（今文瀛公园内），占地10.3亩，建筑面积5656平方米，现存西式牌坊、大门、部分教室和校长室（丰树堂）等，另在院内新建有三层的主楼。

## 特点
此处原为明清山西贡院，清光绪三十二年（1906）在此创立官办中学山西公立中学堂，民国二年（1913）更名为山西省立第一中学，高君宇、贺昌和彭真等早期共产主义者曾在此就读并从事革命活动，1921年5月在此成立山西第一个共青团组织太原社会主义青年团，1924年5月由高君宇主持建立山西第一个中共党组织中共太原党小组（后改为中共太原支部），张书平、李毓棠、彭真先后任书记。2002年10月作为中共太原支部旧址纪念馆对外开放，2010年4月更名为彭真生平暨中共太原支部旧址纪念馆，内设彭真生平业绩陈列、彭真与山西陈列、高君宇生平业绩陈列、贺昌生平业绩陈列和中共山西历史（1924-1949）陈列等。

## 图库

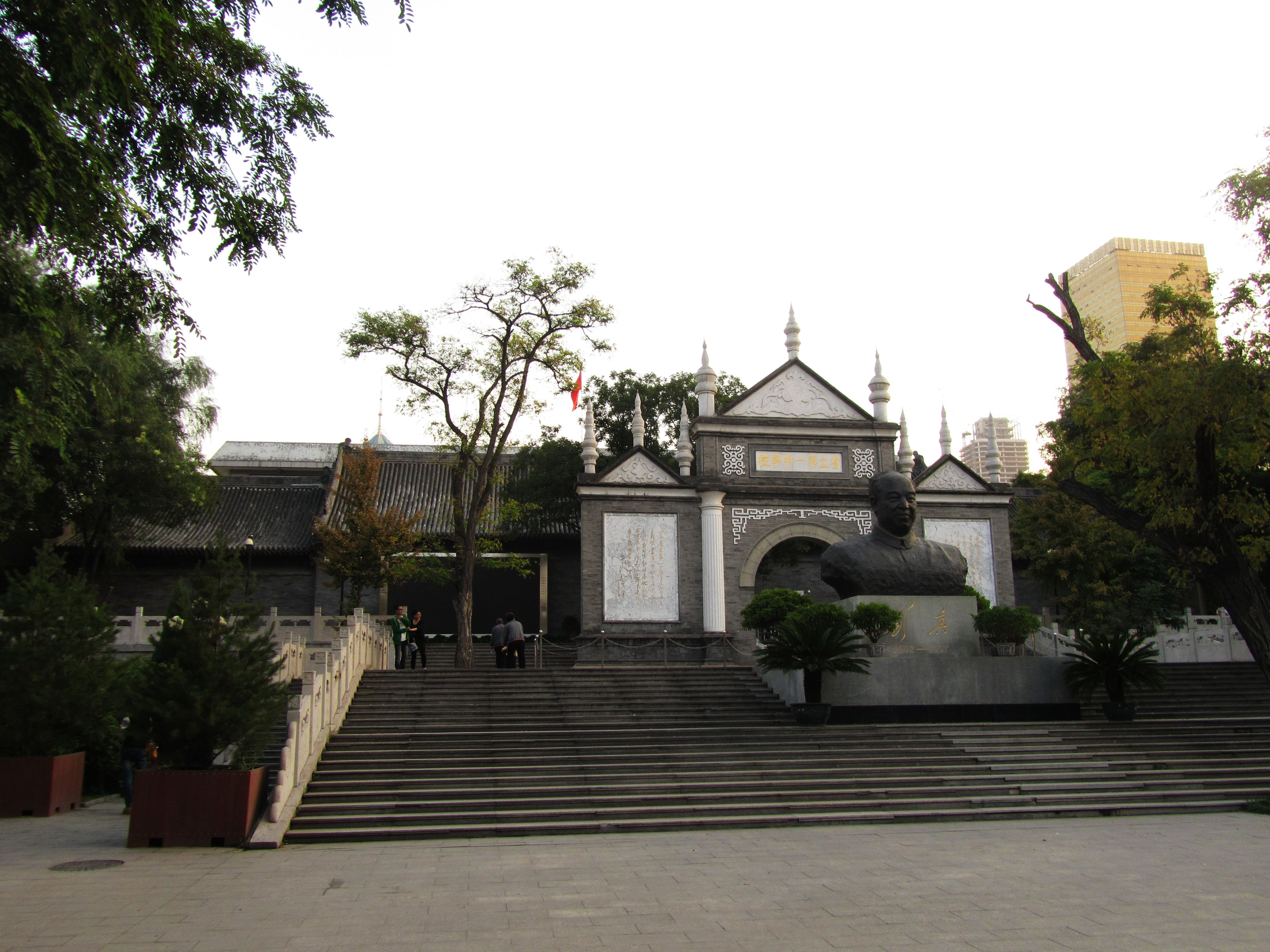
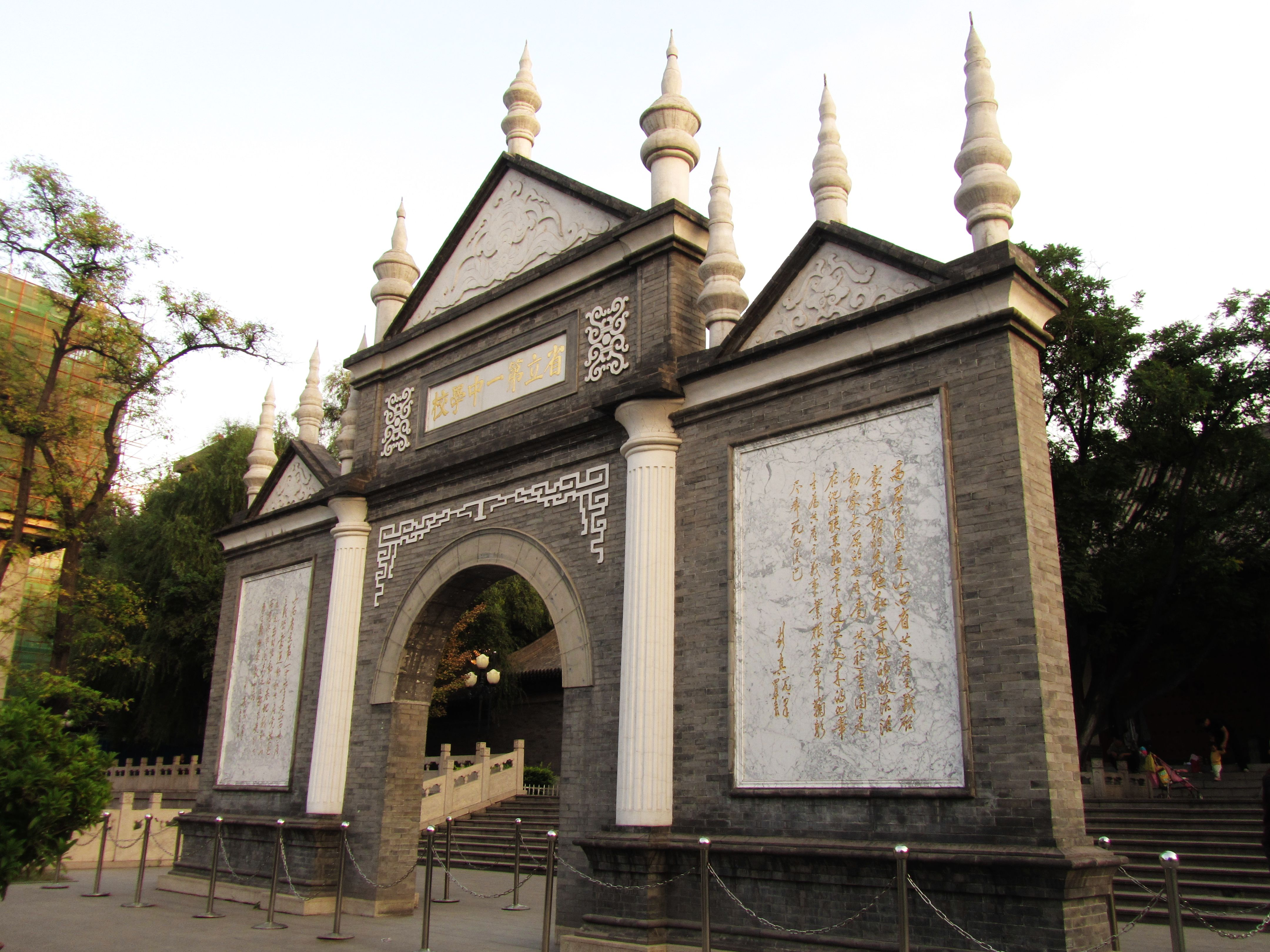
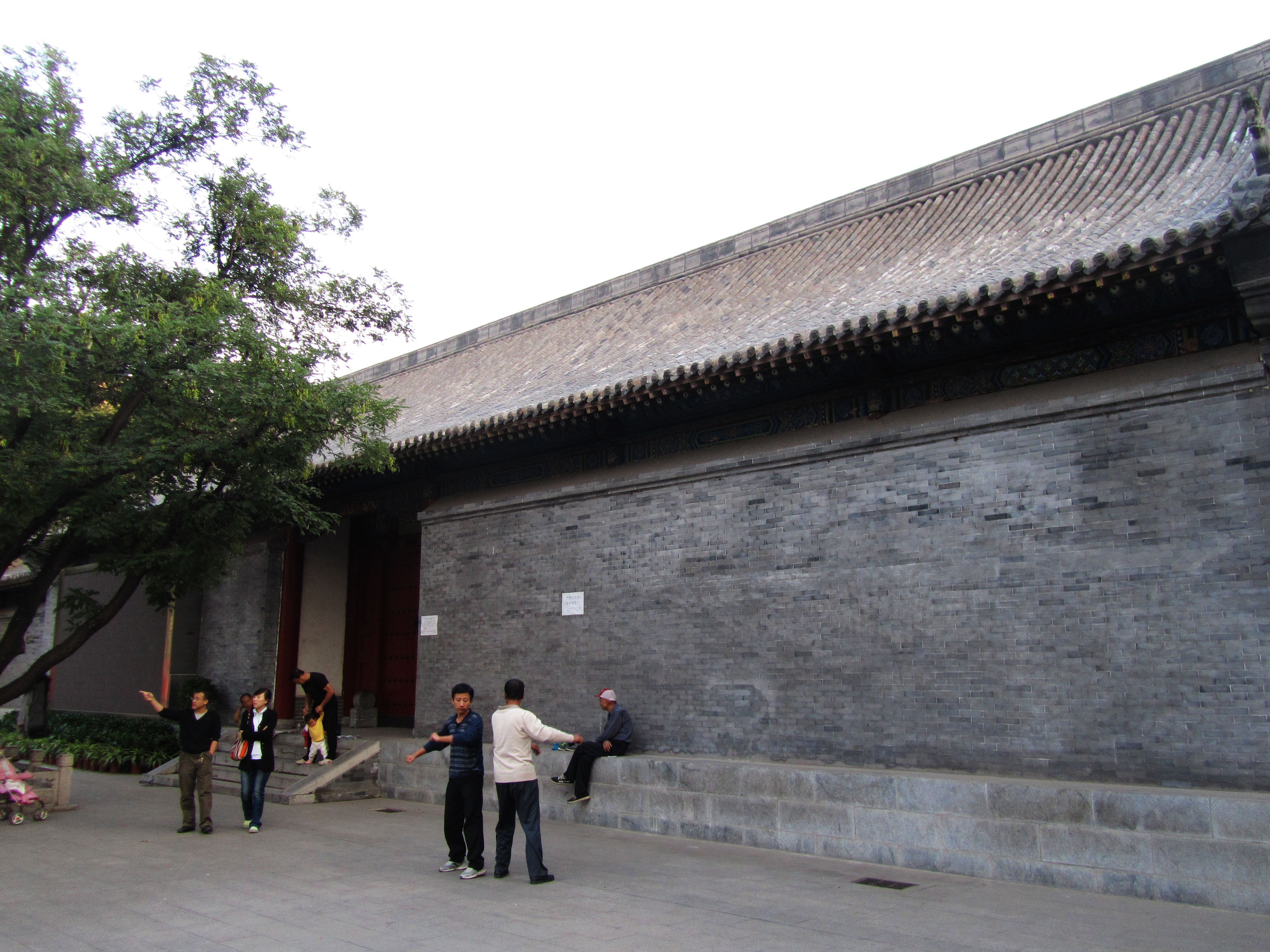
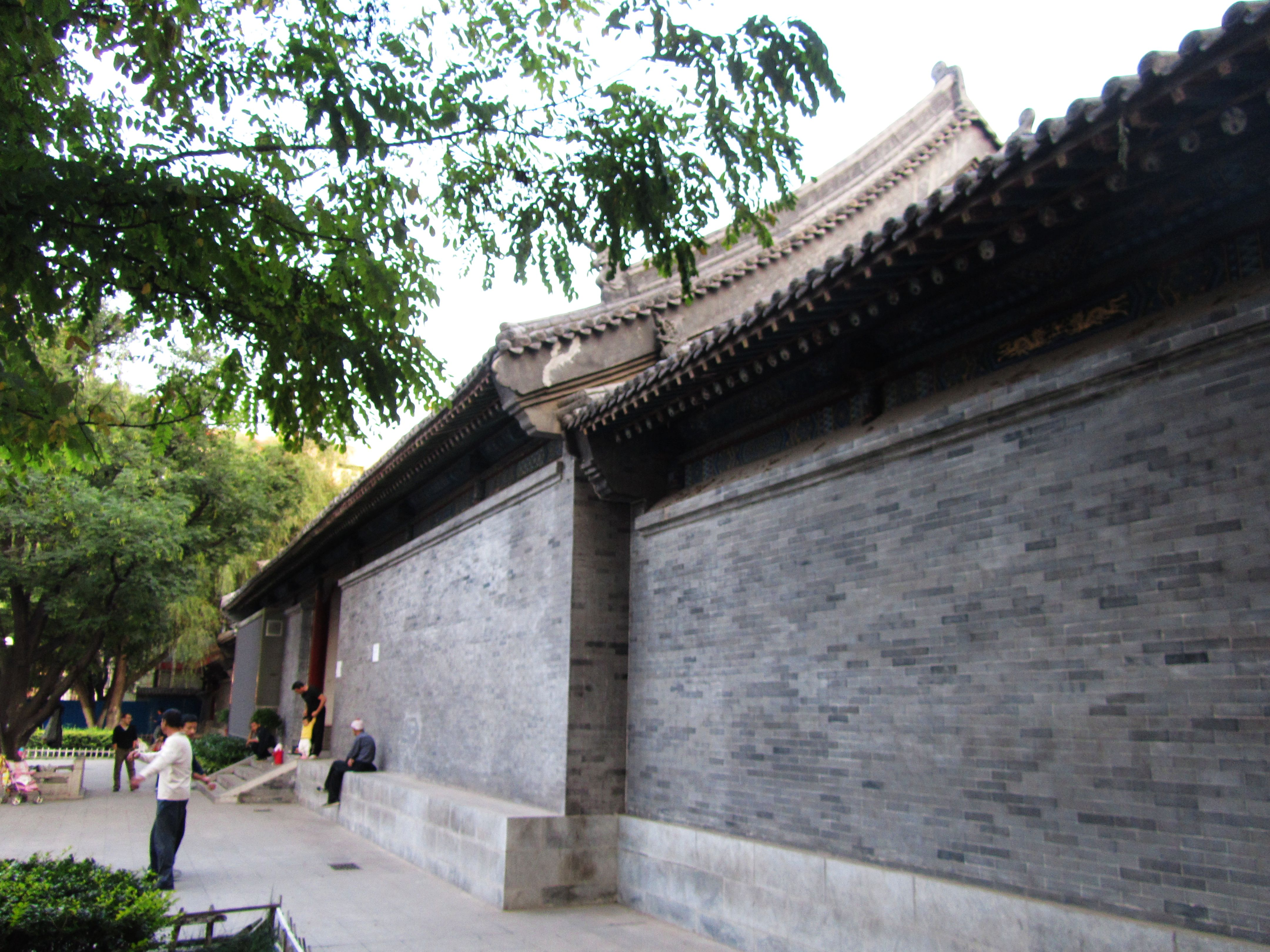
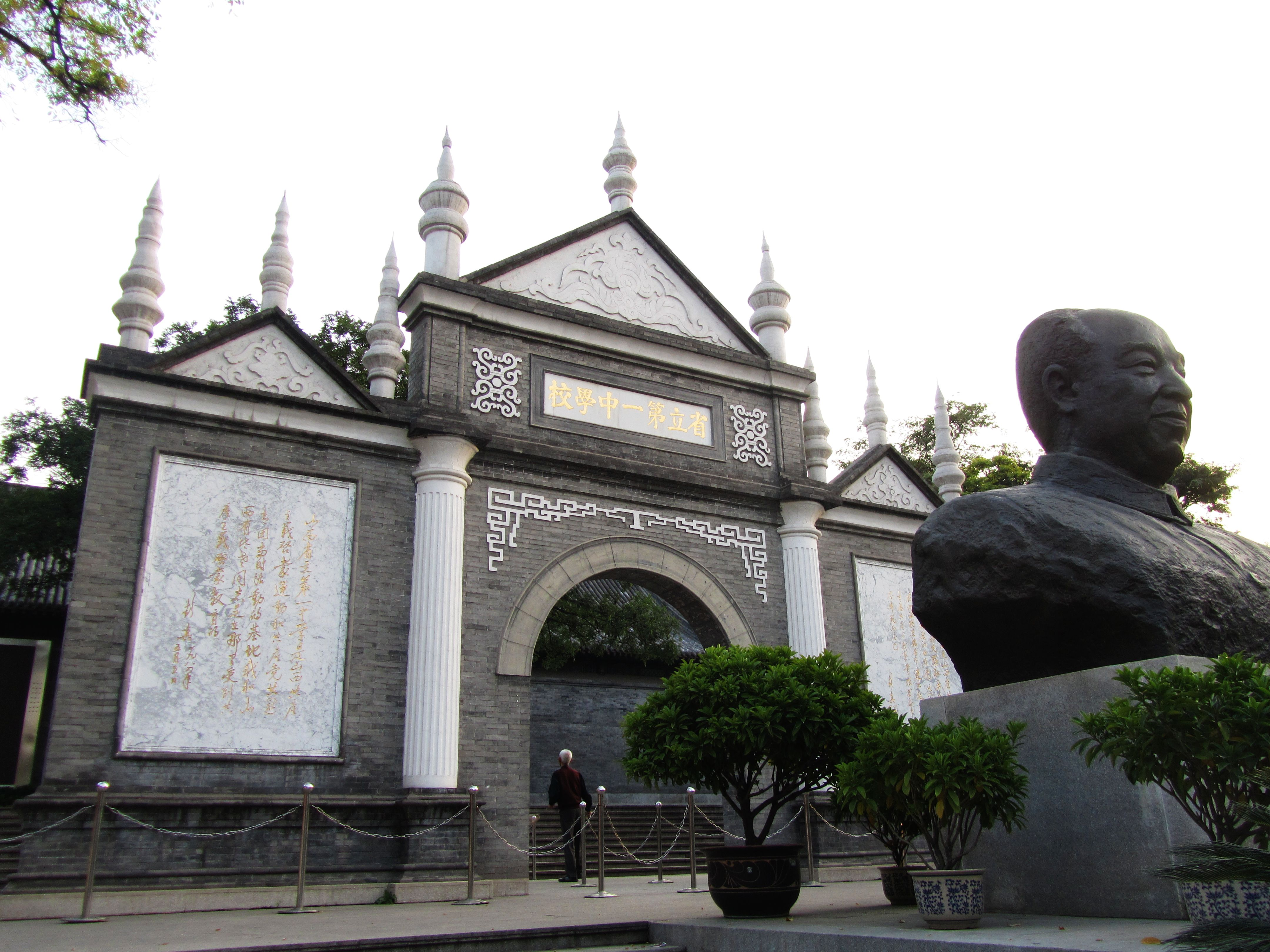